# Revda (Murmansk oblast)
Revda (russisk: Ревда) er en mineby på 9.700 indbyggere (2006) beliggende ca. 149 km sydøst for Murmansk.